# مسجد باندا نكوانتا
مسجد باندا نكوانتا،  يقع المسجد في منطقة باندا نكوانتا غرب غونجا في المنطقة الشمالية من غانا في منطقة السافانا.

## التاريخ
شيد المسجد في القرن الثامن عشر على يد المسلمين الذين هاجروا جنوبًا من السودان.
وفقا للمؤرخين، دخل المسلمون إفريقيا لأول مرة عبر مصر في القرن العاشر الميلادي وانتشروا في جميع المناطق خلال تجارة الذهب وطرق العبيد عبر الصحراء الكبرى.

## الوصف
تم بناؤه بالطين على الطراز المعماري السوداني الساحلي. المسجد طويل، يحتوي على أطول الأبراج بين المساجد الطينية في غانا.